# Кременецький повіт (II Річ Посполита)
Кременецький повіт (пол. Powiat krzemieniecki) — адміністративно-територіальна одиниця на окупованих Українських землях у складі Волинського воєводства міжвоєнної Польщі.

## Історія
Збережений з більшої частини колишнього Кременецького повіту Волинської губернії. Адміністративним центром було місто Кременець. У повіті було 12 сільських ґмін (Білозірка, Бережці, Вишгородок, Вишнівець, Дедеркали, Катербург, Колодно, Ланівці, Почаїв, Старий Олексинець, Угорськ, Шумськ), 3 міські ґміни (Кременець, Радивилів і Новий Вишнівець); 507 сільських поселень, 3 містечка i 3 міста.
З 19 лютого 1921 р. — один із 11 повітів новоутвореного Волинського воєводства. Межі були практично такими ж, як і до 1921 роки (за винятком Святецької та східної частини Ямпільської волостей, «відрізаних» кордоном на бік УРСР та включених до Старокостянтинівського повіту).
Разом із тим, внутрішній поділ поступово зазнав ряду значних змін. Зокрема, 1 січня 1924 року відновлено ліквідовану свого часу Лановецьку волость як ґміну Ланівці з ліквідованої ґміни Паньківці та з вилучених із ґміни Вишгородок сіл Красківці та Волиця і з ґміни Білозірка містечка Ланівці та сіл Гриньки, Малі Козачки, Великі Козачки й Осники.
В 1933 р. ліквідовано Білокриницьку,  Бірківську, Борсуківську, Вербовецьку і Зарудненську волості, натомість утворено ґміни Колодне, Угорськ та Катербург. Було також реорганізовано міську ґміну Кременець, до якої увійшли навколокременецькі поселення (Сичівка, Грабівка, Андруга Велика і Білокриниця) — частина колишньої Білокриницької волості.

## Географічні дані

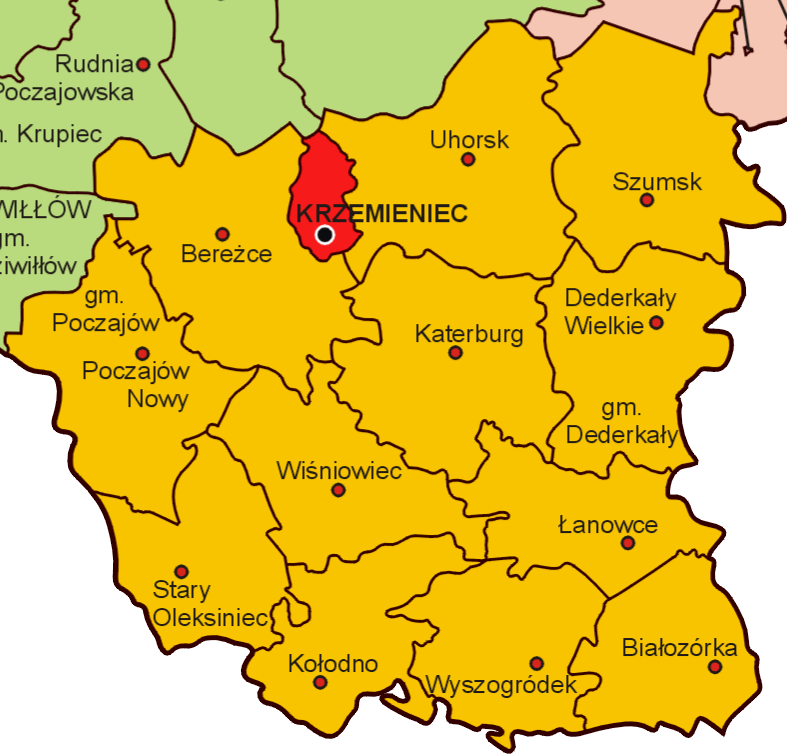
Кременецький повіт

Повіт займав південно-східну частину воєводства і межував із заходу з Тарнопольським воєводством (Бродівський і Зборівський повіти), з півночі — з Дубенським і Здолбунівським повітами, зі сходу — з СРСР, з півдня — зі Тарнопольським воєводством (Зборівський повіт).
Площа повіту становила 2.790 км2, населення було 243 тис. осіб (за переписом 1931 року), а густота населення становила 87,1 осіб на 1 км2. Крім української більшості (80,7 %) були польська і єврейська меншини.

## Адміністративний поділ
Міські ґміни:
1. м. Вишнівець Новий - до 1926. Статус понижено до містечка сільської ґміни
2. м. Кременець
3. м. Радзивилів - до 1925. Передано до Дубенського повіту
4. містечко Білозірка - до 1926. Статус понижено до містечка сільської ґміни
5. містечко Почаїв Новий - до 1926. Статус понижено до містечка сільської ґміни
6. містечко Шумськ - до 1926. Статус понижено до містечка сільської ґміни

Сільські ґміни:
1. Ґміна Бережці
2. Ґміна Білокриниця - до 1933. Розформовано
3. Ґміна Білозірка
4. Ґміна Борки - до 1933. Розформовано
5. Ґміна Борсуки - до 1933. Розформовано
6. Ґміна Вербовець - до 1933. Розформовано
7. Ґміна Вишгородок
8. Ґміна Вишневець
9. Ґміна Дедеркали - центр с. Дедеркали Великі
10. Ґміна Заруддя - до 1933. Розформовано
11. Ґміна Катербурґ - від 1933
12. Ґміна Колодне - від 1933. Центр с. Колодне-Лісівщина
13. Ґміна Ланівці - від 1924
14. Ґміна Паньківці - до 1923. Розформовано
15. Ґміна Почаїв - центр у містечку Почаїв Новий
16. Ґміна Радзивилів - до 1925. Передано до Дубенського повіту
17. Ґміна Старий Олексинець
18. Ґміна Угорськ (від 1933)
19. Ґміна Шумськ

## Старости
- Генрик Бачиньскі (1920-)
- Гіполіт Нєпокульчицкі (1927—1929)
- Зиґмунт Робакєвіч

## Радянський період
27 листопада 1939 р. повіт включено до новоутвореної Тернопільської області.
17 січня 1940 р. повіт ліквідовано в результаті поділу території на Кременецький, Шумський, Лановецький, Почаївський і Катербурзький (з жовтня 1940 — Великодедеркальський) райони.